# Heptathela goulouensis
Heptathela goulouensis YIN, 2001 è un ragno appartenente al genere Heptathela della famiglia Liphistiidae.
Il nome del genere deriva dal greco ἐπτά, heptà, cioè 7, ad indicare il numero delle ghiandole delle filiere che possiedono questi ragni, e dal greco θηλή, thelè, che significa capezzolo, proprio ad indicare la forma che hanno le filiere stesse.
Il nome proprio deriva dal monte Goulou, circa 1500 m di altezza, sito nella contea cinese di Hengyan, della provincia della Cina meridionale di Hunan, e dal suffisso latino -ensis, che significa: presente, che è proprio lì.

## Caratteristiche
Ragno primitivo appartenente al sottordine Mesothelae: non possiede ghiandole velenifere, ma i suoi cheliceri possono infliggere morsi piuttosto dolorosi
Questa specie è simile a Heptathela schensiensis; è possibile distinguerla da quest'ultima per i seguenti caratteri: 
- ogni ricettacolo ha un lungo gambo leggermente ricurvo, solo quelli dei ricettacoli laterali sono indistinti.
- l'area atriale è priva delle zonule di forma triangolare.[2]

### Femmine
Le femmine hanno una lunghezza totale di 13,1 millimetri; il cefalotorace, più lungo che largo, è di 5,1 x 4 mm; l'opistosoma, alquanto più lungo che largo, misura 6,5 mm x 4,5 mm. Hanno otto occhi disposti su due file, la fila anteriore è procurva, quella posteriore è ricurva. I cheliceri, al margine anteriore delle zanne, hanno 12 denti. Lo sterno ha una forma invasata. Le filiere anteriori laterali sono lunghe 1,9 millimetri, quelle anteriori mediane 0,5 mm, quelle posteriori laterali 1,7 mm e quelle posteriori mediane 0,3 mm

### Variante-tipo
Poco distante è stato reperito un esemplare femmina, considerato subito una variante-tipo, con le seguenti caratteristiche:
1) lunghezza totale di 13,5 millimetri; il cefalotorace, più lungo che largo, è di 5,5 x 4,5 mm; l'opistosoma, alquanto più lungo che largo, misura 6,5 mm x 4 mm;
2) la colorazione, le dimensioni, il pattern oculare, gli artigli dei tarsi, i pedipalpi e le zampe sono gli stessi dell'olotipo di riferimento: ad eccezione di un unico piccolo dente sul margine interno del segmento basale dei cheliceri in meno nell'olotipo.
La specificità di questa variante è nei due insiemi peculiari di ricettacoli dei genitali femminili. Tale esempio di variante esistente poco distante dall'olotipo finora non era mai stato riscontrato nei ragni del genere Heptathela.

## Distribuzione
L'olotipo e i paratipi sono stati rinvenuti sul monte Goulou nella provincia cinese meridionale di Hunan, alle coordinate approssimative di 26°09' N, 112°04' E.